# Dichochrysa sjostedti
Dichochrysa sjostedti là một loài côn trùng trong họ Chrysopidae thuộc bộ Neuroptera. Loài này được van der Weele miêu tả năm 1910.